# Hilda de Luxemburg

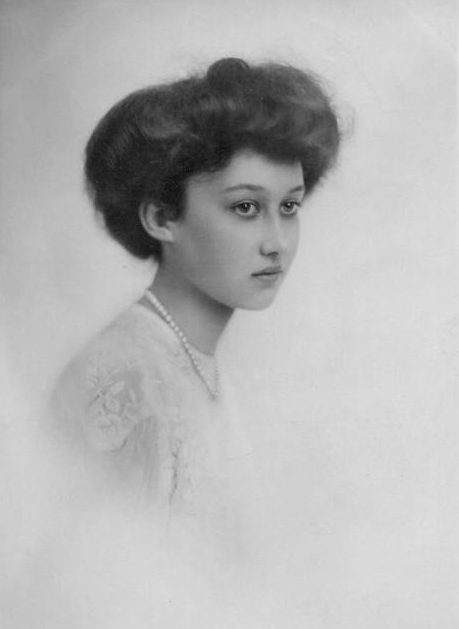
Prințesa Hilda de Luxemburg

Prințesa Hilda de Luxemburg (franceză Hilda Sophie Marie Adélaïde Wilhelmine de Nassau-Weilburg, Princesse de Luxembourg) (15 februarie 1897, Castelul Berg, Colmar-Berg, Luxemburg –  8 septembrie 1979, Castelul Berg, Colmar-Berg, Luxemburg) a fost Prințesă de Luxemburg prin naștere și Prințesă de Schwarzenberg prin căsătorie.

## Biografie
Hilda a fost a treia fiică din cele șase a lui William al IV-lea, Mare Duce de Luxemburg și a soției acestuia, Infanta Marie Anne a Portugaliei. Surorile ei mai mari au domnit ca suverane: Marie-Adélaïde, Mare Ducesă de Luxembourg și Charlotte, Mare Ducesă de Luxemburg.
Prințesa Hilda s-a căsătorit la castelul Berg la 29 octombrie 1930 cu Adolph Schwarzenberg (1890-1950). Cuplul a împărtășit aceeași pasiune pentru agricultură, botanică, natură, și au petrecut mult timp la cabana lor de vânătoare din apropiere de Hluboká. Nu au avut copii.